# Alton (Hampshire)
Koordinaten: 51° 9′ N, 0° 59′ W
Alton ist eine kleine Marktstadt im District East Hampshire im Nordosten der Grafschaft Hampshire. 1991 hatte sie 16.584 Einwohner.

## Geographie
Alton liegt 14 km südwestlich von Farnham und 26 km nordöstlich von Winchester. London liegt 84 km nordöstlich. In der Nähe der Stadt hat der River Wey, der in die Themse mündet, seinen Ursprung. Nahe Alton liegt eines der größten Weingüter Englands, Hattingley Valley.

## Geschichte

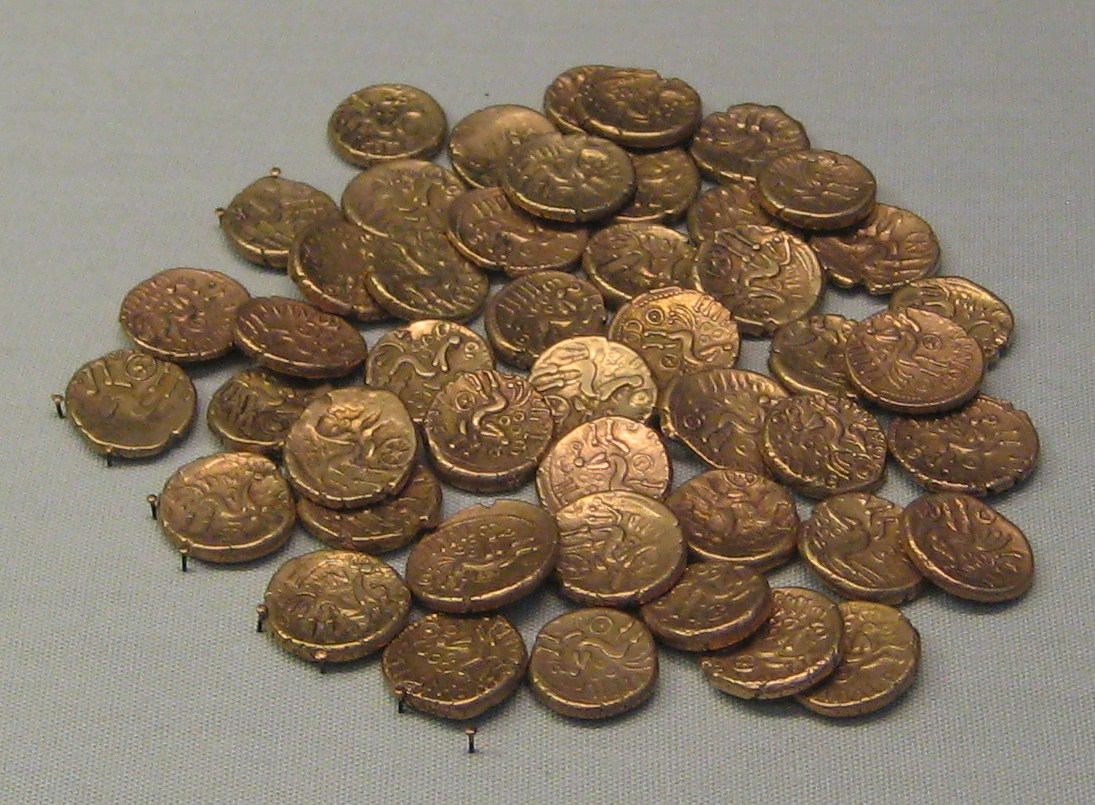
Hortfund Alton II

Aus der Zeit der römischen Herrschaft über Britannien zeugen zwei Hortfunde (Alton I, Alton II) mit zusammen über 300 keltischen Goldmünzen und Preziosen von einer frühen Besiedlung des Ortes. Alton war Schauplatz zahlreicher Ereignisse von überregionaler Bedeutung. Im frühen Mittelalter  kam es bei einer „dänischen“ Invasion zur Schlacht von Alton (1001), die die Engländer verloren. Hundert Jahre später wurde der Vertrag von Alton zwischen Heinrich I. (England) und seinem älteren Bruder Robert II. (Normandie) Curthose geschlossen. In dieser Übereinkunft erkannte Herzog Robert Heinrich als König von England an. Im Gegenzug erhielt Robert jährliche Geldleistungen und andere Zugeständnisse von Heinrich.
Gut fünf Jahrhunderte später kam es im Englischen Bürgerkrieg zur Schlacht von Alton (1643). Dabei wurden über 700 Kavaliere gefangen genommen. Noch heute sind in der Kirche die Einschlaglöcher zu sehen.

## Städtepartnerschaften

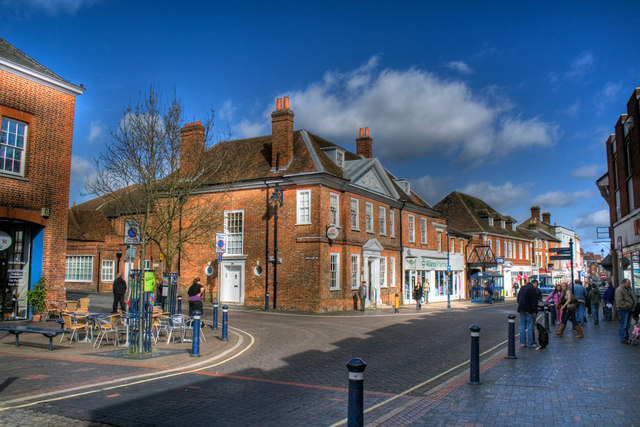
Alton, High Street

Partnerstädte von Alton sind seit 1998 Montecchio Maggiore in Venetien und seit 2006 Pertuis in Frankreich.

## In Alton geboren
- John Goodyer (1592–1664), Botaniker
- John Murray (1741–1815), englisch-amerikanischer Theologe, gilt als Gründer der Universalist Church of America
- William Curtis (1746–1799), englischer Botaniker, Apotheker und Entomologe
- Jimmy Dickinson (1925–1982), englischer Fußballspieler und -trainer
- Margaret Erskine (1925–2006), Leichtathletin
- David Hughes (1930–2005), Schriftsteller und Drehbuchautor
- Samantha Warriner (* 1973), neuseeländische Triathletin